# Wallanlage Tumelle

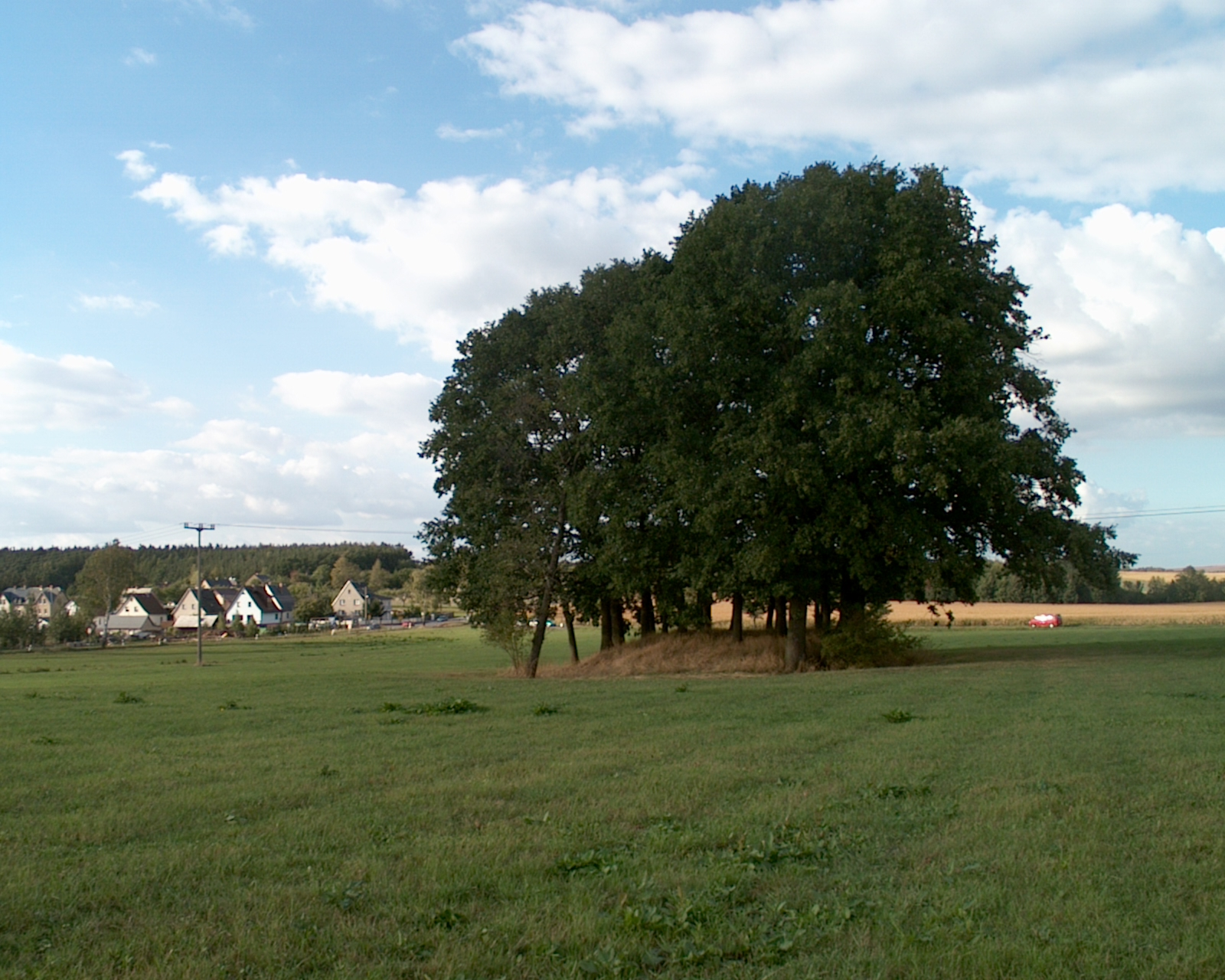
Wallanlage Tumelle, 2003

Die Wallanlage Tumella in der Flur des Ortsteils Brückla der Kleinstadt Hohenleuben im Landkreis Greiz in Thüringen, Deutschland ist eine Wallanlage als Überbleibsel einer mittelalterlichen Turmhügelburg.
Brückla befindet sich südlich von Hohenleuben an der Landesstraße 1083 im nordöstlichen Thüringer Schiefergebirge. Südöstlich von Brückla stand eine mittelalterliche Turmhügelburg. Von dem einst mit einem Graben umgebenen Turmhügel sind nur noch Schutthaufen vorhanden. Die Anlage wird auch Vogelherd genannt.